# Alfa (empresa de México)
Alfa, S.A.B. de C.V. (conocida comúnmente como Alfa y anteriormente como Grupo Industrial Alfa), es un conglomerado multinacional mexicano con sede en el municipio de San Pedro, en la Zona Metropolitana de Monterrey, Nuevo León, fundado el 9 de junio de 1974. Es un grupo diversificado de negocios principalmente industriales que abarca la producción de petroquímicos, componentes automotrices de aluminio y alimentos refrigerados. También participa en la extracción de gas natural y crudo, y ofrece servicios de TI. Es la sexta compañía más grande de México por sus ventas de acuerdo la revista Expansión 2013.
Destaca por ser el líder mundial en la fabricación de componentes automotrices de aluminio, uno de los productores más grandes de plástico PET y PTA en Norteamérica, y uno de los distribuidores principales de alimentos refrigerados en Norteamérica, Centroamérica, Sudamérica y Europa. 
Alfa cuenta con operaciones en 23 países en los continentes de América, Europa y Asia. Es la empresa matriz de Alpek, compañía fabricante de petroquímicos; de Nemak, compañía de componentes automotrices de aluminio; de Sigma Alimentos, compañía de producción y distribución de carnes frías, lácteos y alimentos preparados; de Alestra, compañía que ofrece servicios de telecomunicaciones e IT; y de Newpek, compañía de extracción de gas natural y crudo.
Alfa cotiza en la Bolsa Mexicana de Valores y en el Latibex de la Bolsa de Madrid. Sus acciones son parte del IPC, el principal índice accionario de la Bolsa Mexicana de Valores, y del S&P Latin America 40, el cual incluye las acciones de las compañías Blue Chip latinoamericanas más líquidas.

## Historia

### Orígenes
El Grupo Monterrey se originó con la fundación en la ciudad de Monterrey de Cervecería Cuauhtémoc en 1890, por Isaac Garza Garza y otros empresarios regiomontanos. En 1936, las tenedora familiares fueron divididas en dos grupos industriales. Uno de ellos, Valores Industriales S. A. (Visa), estableció Hojalata y Lámina S.A. (Hylsa) para fabricar la hoja de acero para las corcholatas de sus bebidas durante la Segunda Guerra Mundial, cuando Estados Unidos cortó los suministros de acero a México para satisfacer sus propias necesidades. Hylsa se convirtió en la mayor acerería privada de México, un complejo integrado con actividades desde la minería y el procesamiento del mineral de hierro, hasta la lámina de acero. En 1957, Hylsa patentó un sistema de producción basado en la técnica de la reducción directa, conocido como fierro esponja.
Ante el inminente retiro de Eugenio y Roberto, Bernardo Garza Sada, hijo de Roberto, asume el liderazgo de VISA una de las acciones que realizó fue constituir la empresa «Corporación Siderúrgica, S.A.» el 7 de abril de 1967.
El 17 de septiembre de 1973, en un intento de secuestro, Eugenio Garza Sada fue asesinado, por lo que las empresas del Grupo Monterrey se dividen en el año de 1974 entre los hijos de Eugenio y Roberto. Bernardo Garza Sada, se hizo cargo de un grupo de estas empresas bajo la empresa «Corporación Siderúrgica, S.A.», el 30 de julio de 1974 se cambia la denominación de «Corporación Siderúrgica, S.A.» a «Grupo Industrial Alfa, S.A.» integrando a HYLSA, Empaques de Cartón Titán, Draco y un 25% de Televisa. Bajo este liderazgo y a partir del flujo de recursos que generaba la operación del negocio de acero se inició el proceso de crecimiento y diversificación del Grupo. En 1975 se adquirió de la familia Llaguno el interés mayoritario de Nylon de México (fibras sintéticas), empresa en asociación con la estadounidense Dupont de Nemours y que había sido fundada en Monterrey en 1952; después se adquirió el control de la empresa petroquímica Polioles (etilenglicol), fundada en 1962. Más tarde se adquirió la empresa Petrocel, también fundada por los industriales regiomontanos, basada en Tampico, fabricante de PET, materia prima para el poliéster de las fibras sintéticas.

### Diversificación
En los siguientes años y bajo el liderazgo de Bernardo Garza Sada, el grupo constituyó un consorcio que fue desde la petroquímica, las fibras sintéticas, la maquinaria, el equipo agrícola, electrónicos (Philco Admiral Magnavox), electrodomésticos (Moulinex) y turismo (Hotel Las Hadas). También el grupo fue dueño de una cuarta parte de Grupo Televisa, que había monopolizado la televisión mexicana, por medio de la empresa Televisión Independiente de México. Los activos del Grupo Alfa crecieron de 315 millones de dólares a 1,5 billones entre 1974 y 1978, sus ventas de 194 millones a 836 millones y sus ingresos de 21 millones a 83 millones. 
En 1977 se compró del grupo CYDSA, consorcio localizado en Monterrey, la empresa Fibras Químicas, S.A. de C.V., en sociedad con el grupo holandés AKZO, que habría de integrar con Nylon de México, la entidad denominada AKRA, actualmente una subsidiaria de Alpek.
En 1978, Alfa fue la única empresa mexicana en la lista de Fortune 500 de las empresas más grandes fuera de Estados Unidos, excepto por Petróleos Mexicanos (Pemex), empresa estatal. Inicia a cotizar en la Bolsa Mexicana de Valores, adquiere y fusiona las galvanizadoras «La Florida» y «Acerozinc», hoy Galvak, así como también las empresas de aparatos electrónicos Admiral y Magnavox, además de Celulósicos Centauro.

### Crisis
En 1982, el Grupo Industrial Alfa estuvo al borde de la quiebra al devaluarse el peso mexicano y provocar que los pasivos en dólares de las empresas del grupo, pasivos generados para apalancar su crecimiento, multiplicaran insosteniblemente su valor en pesos mexicanos, sin que se diera concomitantemente un incremento de los ingresos de las empresas. Por tal motivo, durante la administración de Bernardo Garza Sada, una cuarta parte de las acciones del grupo fue cedida a sus acreedores, aunque más tarde serían casi en su totalidad re-adquiridas por el Grupo. El rescate del grupo se dio además por la intervención del gobierno federal mexicano que, a través de Banobras, banco paraestatal, apoyó financieramente las operaciones de las empresas.
Una vez reestructurada la deuda se adquirió del gobierno de México la mayor parte del capital de Tereftalatos Mexicanos, productora de PTA localizada en Cosoleacaque, Veracruz.
En el año de 1994 vende las empresas Titán a Grupo Industrial Durango del empresario Miguel Rincón Arredondo.
En 2018, reciben una demanda por parte del Ingeniero Pedro Pineda, juicio que aún no tiene una resolución.